# Kramsk-Łazy
Kramsk-Łazy – wieś w Polsce, położona w województwie wielkopolskim, w powiecie konińskim, w gminie Kramsk. Jest samodzielnym sołectwem.
W latach 1975–1998 Kramsk-Łazy administracyjnie należały do województwa konińskiego.

## Sprawa statusu miejscowości
31 stycznia 2019, wójt gminy zarządził konsultacje społeczne z mieszkańcami Kramsk-Łazów w sprawie zmiany statusu miejscowości z części wsi Kramsk-Pole, na wieś. Odbyły się one 12 lutego, wraz z konsultacjami z mieszkańcami miejscowości Kuźnica, którzy borykali się z tym samym problemem.
Kramsk-Łazy zostały odłączone od Kramsk-Pola i stały się samodzielną wsią z dniem 1 stycznia 2020.

## Galeria

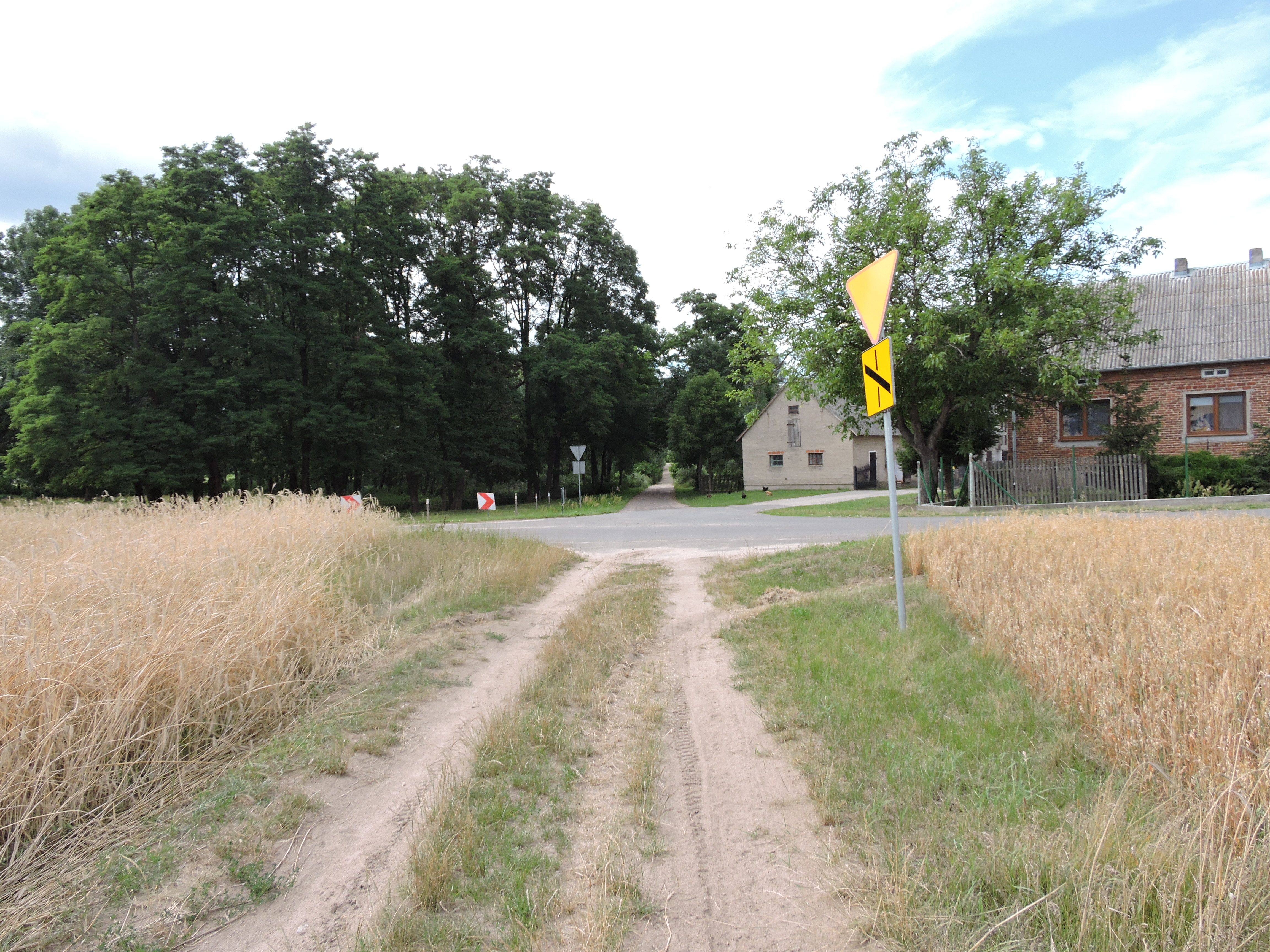
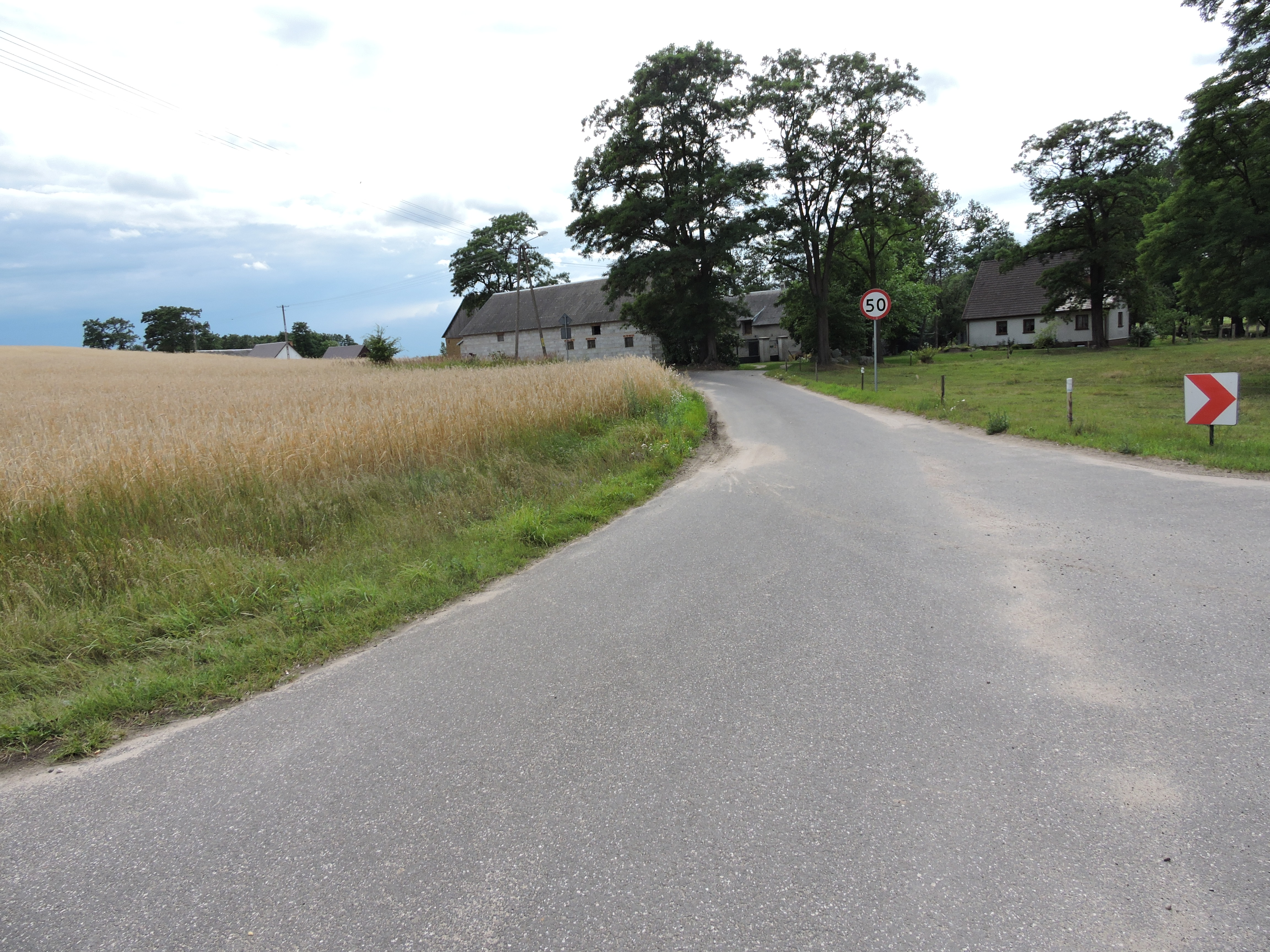